# Bernardino de Obregón

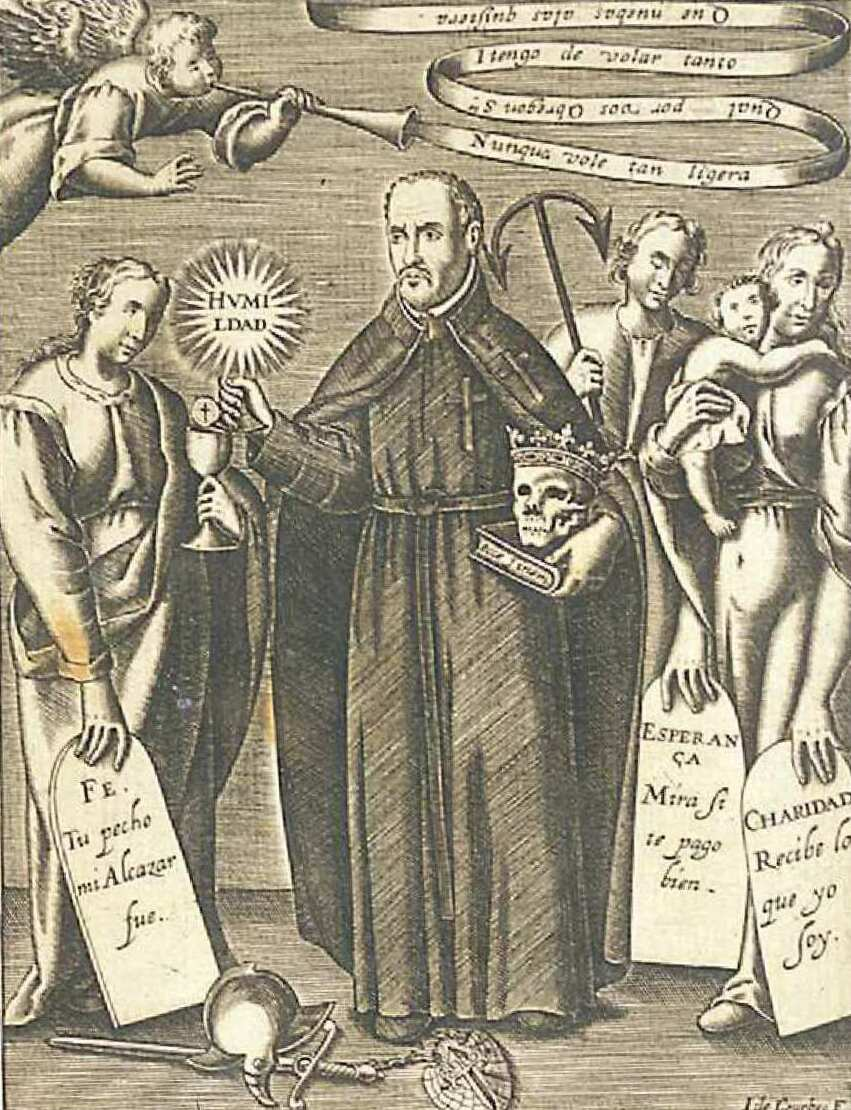
Retrato de Bernardino de Obregón. Juan de Courbes. Madrid, Biblioteca Nacional de España.

Bernardino de Obregón (Monasterio de las Huelgas, Burgos, 20 de mayo de 1540 - Madrid, 6 de agosto de 1599) fue un religioso español. Fundó la Mínima Congregación de los Hermanos Enfermeros Pobres.

## Biografía
Descendiente de una familia de la pequeña nobleza, fue educado como correspondía, pero quedó huérfano muy temprano por lo que fue protegido del obispo de Sigüenza, Fernando Niño. Muerto el obispo en 1552, se alista en el ejército y pasa a Italia y a Flandes, asistiendo a la toma de San Quintín. A resultas del valor demostrado en campaña, Felipe II le nombró caballero de la Orden de Santiago.
En 1566, en la calle de Postas de la villa y corte de Madrid, un barrendero le ensució su uniforme y Obregón, indignado, le abofeteó. La humilde actitud del barrendero, pidiéndole perdón, conmovió tanto su ánimo que decidió dejar su cargo y entregarse al cuidado de los enfermos en el hospital de la corte, que entonces se encontraba junto a la Puerta del Sol de Madrid. Entró en la Orden Tercera de San Francisco de Paula, de los mínimos. Al cabo de un tiempo, un gran número de personas siguió su ejemplo, haciéndose cargo de la atención a los enfermos. Por ello, en 1568 fundó una congregación para ponerse al servicio de los hospitales españoles. La congregación tomó el nombre de Mínima Congregación de los Hermanos Enfermeros Pobres y en 1569 fue aprobada por el nuncio del papa, Decio Carafa. Entonces la congregación tenía más de cuarenta miembros.
En 1579, por encargo del rey Felipe II, fundó el Hospital de Santa Ana, que se mantenía con las limosnas que obtenían mendigando por las calles de Madrid.
En 1587, el rey Felipe II reunió en uno solo todos los hospitales de la Villa, y el 24 de julio de dicho año se inaugura el Hospital General de la Carrera de San Jerónimo.
Viaja por España y Portugal fundando y reorganizando hospitales y el 8 de septiembre de 1596, se establece próximo a la Puerta de Atocha el Hospital General de Nuestra Señora de la Anunciación y allí se traslada el de la Carrera de San Jerónimo y con él, Obregón, hasta su muerte, en una epidemia de peste, el 6 de agosto de 1599.
Fue enterrado en el Hospital de la Anunciación y, tras su derribo, su cuerpo trasladado al nuevo Hospital General y de la Pasión (hoy Museo Nacional Centro de Arte Reina Sofía). El 21 de octubre de 1999 se celebró el acto solemne por el traslado de los restos del Venerable Bernardino de Obregón a la capilla de la Sacramental de Santa María tras una larga y ardua búsqueda para localizar los restos del beato detrás de un tabique del sótano del Centro de Arte Reina Sofía.
Bernardino de Obregón escribió la obra Instrucción de enfermos y consuelo a los afligidos enfermeros. Y verdadera práctica de cómo se han de aplicar los remedios que se enseñan a los médicos, publicada en Madrid en 1607. Este libro fue ampliado por el hermano Andrés Fernández en la edición de 1625. El manual fue editado de nuevo en Zaragoza en 1664, en Madrid en 1680 y nuevamente en Madrid en 1728.